# Juncus subtilis
Juncus subtilis är en tågväxtart som beskrevs av Ernst Meyer. Juncus subtilis ingår i släktet tåg, och familjen tågväxter. Inga underarter finns listade i Catalogue of Life.